# Howard Zieff
Howard B. Zieff (Chicago, 21 oktober 1927 - aldaar, 22 februari 2009) was een Amerikaans filmregisseur en reclamefotograaf.

## Biografie
Zieff was geboren in als kind van Joodse ouders in Chicago en verhuisde later naar Los Angeles. Hij studeerde een jaar kunst aan de Los Angeles City College en ging in 1946 bij de United States Navy. Hij leerde fotografie aan de fotoschool van de marine in Pensacola en nadien aan de Art Center College of Design in Pasadena. Hij werd in de jaren 1950 reclamefotograaf in New York en werd in de jaren 60 een van de meest bekende reclamefotografen van de stad. Onder zijn campagnes zijn te vermelden "You Don't Have To Be Jewish" voor Levy's roggebrood, "Mamma Mia", "That's a spicy meatball" voor Alka-Seltzer en talloze advertenties voor de New York Daily News, Polaroid en Volkswagen.
Als filmregisseur raakte Zieff vooral bekend met The Main Event (1979), Private Benjamin (1980), Unfaithfully Yours (1984), The Dream Team (1989), My Girl (1991) en My Girl 2 (1994). Na My Girl 2 stopte Zieff met regisseren en had hij af te rekenen met de ziekte van Parkinson. Hij stierf op 81-jarige leeftijd in het Cedars-Sinai Medical Center van Los Angeles.
- Bibsys: 6028991
- Biblioteca Nacional de España: XX1298782
- Bibliothèque nationale de France: cb13946108f (data)
- CiNii: DA13905777
- Gemeinsame Normdatei: 140028013
- International Standard Name Identifier: 0000 0001 1507 0173
- Library of Congress Control Number: no2003044941
- Nationale Bibliotheek van Israël: 987007445309405171
- Nederlandse Thesaurus van Auteursnamen: 072182849
- PIC: 280762
- Réseau des bibliothèques de Suisse occidentale: 02-A018144115
- SNAC: w6s60t4r
- Virtual International Authority File: 24792495
- WorldCat: E39PBJtX8kWyRy4KBDjTYFKjmd